# Pierre Tiollais
Pierre Jean René Noël Tiollais, né le 8 décembre 1934 à Rennes et mort le 5 août 2024 à Paris,, est un médecin et biologiste français.
Il est membre de l'Académie des sciences de l'Institut Pasteur et de l'Académie nationale de médecine.
En 1979, en collaboration avec Francis Galibert, il réalise le séquençage complet du génome du virus de l'hépatite B, ce qui permettra de fabriquer les premiers tests de détection et le dépistage de cette maladie. 
En 1985, avec ses collaborateurs de l'Institut Pasteur, il crée le premier vaccin obtenu par génie génétique (vaccin recombinant) contre l'hépatite B, préparé sur des cellules d'ovaire de hamster chinois. En 1990, il reçoit le prix de recherche de la Fondation Allianz-Institut de France.